# Villa Stieber
La villa Stieber (en hongrois : Stieber-villa) est un édifice situé dans le 12e arrondissement de Budapest.